# Tramonti (cognome)
Tramonti è un cognome di lingua italiana.

## Varianti
Tramontana, Tramontani, Tramontano, Tramonte, Tramontin, Tramontini, Tramonto, Tremonti.

## Origine e diffusione
Cognome tipicamente meridionale, è presente anche nel Triveneto.
Potrebbe derivare dal termine monte, da cui anche Monti, o tramonto, dal latino trans montem, "oltre il monte", e inter montes, "tra i monti", i quali compaiono in svariati toponimi.
La variante Tramonto è meridionale.

## Persone
- Guerrino Tramonti – ceramista e pittore italiano